# Matthias Almstedt
Matthias Almstedt (* 13. Juli 1966 in Hildesheim) ist ein deutscher Wirtschaftswissenschaftler und Kaufmännischer Direktor sowie Geschäftsführer des Saarländischen Staatstheaters.

## Leben und Wirken
Nach seiner Ausbildung zum Sparkassenkaufmann studierte Matthias Almstedt Betriebswirtschaftslehre an der Georg-August-Universität Göttingen. Am dortigen Institut für Wirtschaftsinformatik wurde er 1998 mit einer Dissertation über „Ganzheitliches computerbasiertes Controlling im öffentlichen Theater“ zum Doktor der Wirtschaftswissenschaften (rer. pol.) promoviert. Ab 1999 war er beim Deutschen Bühnenverein in Köln als Betriebswirtschaftlicher Referent des Geschäftsführenden Direktors tätig, bevor er 2002 als Verwaltungsdirektor an die Stadttheater Hildesheim GmbH wechselte. Die Komplettsanierung der Bühnentechnik des Hauses fiel in seine Verantwortung. An der Konzeption und Umsetzung der zum September 2007 vollzogenen Fusion mit der Landesbühne Hannover zum Theater für Niedersachsen war er maßgeblich beteiligt. Seit 2008 hat er die Position des Kaufmännischen Direktors und Geschäftsführers der Saarländisches Staatstheater GmbH inne. In seine Amtszeit fallen u. a. die Komplettsanierung der Bühnentechnik des Großen Hauses, sowie die partizipative Entwicklung eines Leitbildes für das Saarländische Staatstheater.
Seit 2001 unterrichtet Matthias Almstedt als Lehrbeauftragter an der Westfälischen Hochschule das Fach Theatermanagement sowie seit 2010 an der Universität des Saarlandes in den Studiengängen Musikmanagement und Historisch orientierte Kulturwissenschaften. Darüber hinaus erhielt er Lehraufträge an die Private Hochschule Göttingen, die Universität Hildesheim, die Université de Lorraine und andere Hochschulen sowie berufliche Weiterbildungsinstitute. 2015 wurde er an der Universität des Saarlandes zum Honorarprofessor für angewandte Musikwissenschaft ernannt.

## Ausgewählte Veröffentlichungen

### Monographien
- M. Almstedt: Ganzheitliches computerbasiertes Controlling im öffentlichen Theater – Konzeption und prototypische Implementierung eines Controlling-Informationssystems auf der Basis einer Analyse des öffentlichen Theaters. Göttingen 1999.
- M. Almstedt, M. Schröder: Rechtsformen öffentlicher Theater – Privatisierungsblendwerk oder Effizienzkriterium? In: A. Unverzagt, G. Röckrath: Kultur &amp; Recht – Praxisorientiertes Rechtshandbuch für Künstler und Kulturmanager. Raabe-Verlag, Stuttgart u. a. 2001, S. C1.3–C1.4.
- M. Almstedt: Wie geht Theater? Theatermanagement in der Praxis. Hamburg 2021.

### Beiträge in Sammelwerken und Zeitschriften
- M. Almstedt, F. Aschenbach, E. de Boer: Fallbeispiel zur ganzheitlichen Software-Entwicklung. In: J. Biethahn, H. Mucksch, W. Ruf: Ganzheitliches Informationsmanagement. Band II: Entwicklungsmanagement. 2., vollst. überarb. u. erw. Auflage. München/Wien 1997, S. 448–524.
- J. Biethahn, M. Almstedt: Aus- und Weiterbildung für eine controllingbasierte ganzheitliche Unternehmensführung am Beispiel des Planspiels OPEX. In: R. Bogaschewsky, U. Götze (Hrsg.): Unternehmensplanung und Controlling. Festschrift zum 60. Geburtstag von Jürgen Bloech. Heidelberg 1998, S. 373–406.
- M. Almstedt, G. Wissel: Innovationscontrolling in virtuellen Unternehmungen. In: B. R. A. Sierke (Hrsg.): Zeitgerechtes Controlling – Strategie, Innovation, Wertorientierung, Virtualität. 2000, S. 147–169.
- M. Almstedt: Anforderungen an Electronic Business im Theater – am Beispiel des Internet-Ticketing. In: R. Gabriel, U. Hoppe (Hrsg.): Electronic Business – Theoretische Aspekte und Anwendungen in der betrieblichen Praxis. Festschrift für Jörg Biethahn. Heidelberg 2002, S. 477–494.
- M. Almstedt: Operatives Controlling im öffentlichen Theater – ein Ansatz aus der Praxis. In: ZfCM-Sonderheft. 2 (2005), Controlling in TIME-Unternehmen, S. 110–123.
- M. Almstedt, J. Sellke: Kooperationen als Weg zu einem kundenorientierten Kulturprodukt. Das Kooperationskonzept des Stadttheaters Hildesheim. In: A. Hausmann, S. Helm (Hrsg.): Kundenorientierung im Kulturbetrieb: Grundlagen, Innovative Konzepte – Praktische Umsetzung. Wiesbaden 2006, S. 245–257.
- M. Almstedt, C. Hampe: Kulturinstitutionen im Wandel – Von der Idee zur Umsetzung: Die Fusion des Stadttheaters Hildesheim und der Landesbühne Hannover zum Theater für Niedersachsen (TfN). In: Akademie – Zeitschrift für Führungskräfte in Verwaltung und Wirtschaft. Band 4, 2006, S. 112–117.
- S. Bartling, M. Almstedt: Miteinander, nicht übereinander reden – Partizipative Leitbildentwicklung an Theatern. In: theatermanagement aktuell. Band 12, 2017, S. 7–10